# Lupeni (gmina)
Lupeni – gmina w Rumunii, w okręgu Harghita. Obejmuje miejscowości Bisericani, Bulgăreni, Firtușu, Lupeni, Morăreni, Păltiniș, Păuleni, Satu Mic i Sâncel. W 2011 roku liczyła 4473 mieszkańców.